# The Silver Tongued Devil and I
| Recensione              | Giudizio        |
| ----------------------- | --------------- |
| AllMusic                | [ 1 ]           |
| Robert Christgau        | C-              |
| Sputnikmusic            | 4.2 (Excellent) |
| Dizionario del Pop-Rock | [ 4 ]           |

The Silver Tongued Devil and I è il secondo album di Kris Kristofferson, pubblicato dalla Monument Records nel luglio del 1971.

## Tracce
Brani composti da Kris Kristofferson, eccetto dove indicato
Lato A
1. The Silver Tongued Devil and I – 4:13
2. Jody and the Kid – 3:09
3. Billy Dee – 2:53
4. Good Christian Soldier – 3:18 (Bobby Bare, Billy Joe Shaver)
5. Breakdown (A Long Way from Home) – 2:41

Lato B
1. Loving Her Was Easier (Than Anything I'll Ever Do Again) – 3:35
2. The Taker – 3:11 (Kris Kristofferson, Shel Silverstein)
3. When I Loved Her – 2:56
4. The Pilgrim - Chapter 33 – 3:05
5. Epitaph (Black and Blue) – 3:21 (Kris Kristofferson, Donnie Fritts)

## Musicisti
- Kris Kristofferson - chitarra, voce
- Jerry Kennedy - chitarra
- Norbert Putnam - basso
- Jerry Carrigan - batteria
- David Briggs - tastiere
- Jerry Shook - chitarra
- Norman Blake - dobro
- Bobby Dyson - basso
- Charlie McCoy - armonica, vibrafono
- Charlie McCoy - tromba (non accreditato)
- Farrell Morris - percussioni
- Billie Swan - basso, accompagnamento vocale
- Chris Gantry - chitarra
- Donnie Fritts - pianoforte elettrico, accompagnamento vocale
- Gary Vanosdale - strumenti ad arco
- Marvin Chantry - strumenti ad arco
- Byron Bach - strumenti ad arco
- Lillian Hunt - strumenti ad arco
- Brenton Banks - strumenti ad arco
- George Binkley III - strumenti ad arco
- Solie Fott - strumenti ad arco
- Sheldon Kurland - strumenti ad arco
- Martin Katahn - strumenti ad arco
- Bergen White - arrangiamento strumenti ad arco
- Bergen White - arrangiamento strumenti a fiato
- Rita Coolidge - accompagnamento vocale, cori (non accreditata)
- Joan Baez (accreditata come The Lady) - voce solista (brano: The Taker)[6]